# Рид, Томас Майн
То́мас Майн Рид (англ. Thomas Mayne Reid; 4 апреля 1818, Баллирони, Ирландия — 22 октября 1883, Лондон) — британский писатель и журналист, автор приключенческих романов и произведений для детей и юношества, часть из которых была опубликована под псевдонимом Капитан Майн Рид.
В 1850-е годы создал авантюрно-приключенческие романы: «Охотники за скальпами», «Оцеола ― вождь семинолов», «Всадник без головы», «Квартеронка», связанные с темой борьбы за освобождение угнетённых народов Америки. Большое место в его творчестве занимает описание флоры и фауны Азии, Африки и Америки.

## Биография
Родился в деревне Баллирони (графство Даун, ныне Северная Ирландия, Великобритания) в семье пресвитерианского пастора, Томаса Майна Рида Старшего (англ. Rev. Thomas Mayne Reid Sr) и Анны Энн Рид (англ. Anna Ann Reid), дочери священника. Родители по происхождению были шотландцами.
В сентябре 1834 года поступил в Королевский академический институт Белфаста. Проучившись 4 года и не окончив обучения, в декабре 1839 года Рид сел на корабль в Дамфрисе, а двумя месяцами позже прибыл в Новый Орлеан, штат Луизиана. Работал торговым агентом, актёром, учителем, с 1842 года — журналистом и, возможно, разносчиком газет. Много путешествовал по Южным штатам и Мексике.
В начале 1843 года Рид переехал в Филадельфию, где остался на три года. Именно там он встретился с Эдгаром По, и они стали спутниками на какое-то время. Позже Эдгар По называл Рида «колоссальным, но самым живописным лжецом. Он творит в удивительном масштабе, но как художник, и именно поэтому я внимательно его слушаю». Рид выбрал себе псевдоним «Бедный школяр».
В 1846—1848 годах Рид участвовал в Мексиканской войне. Когда она началась, он ещё работал корреспондентом «New York Herald» и публиковался под псевдонимом «Гимназист». 23 ноября 1846 года Рид офицером добровольно вступил в 1-й нью-йоркский добровольческий пехотный полк. 13 сентября 1847 года в сражении при Чапультепеке получил тяжёлую рану бедра. Был отмечен повышением в звании до капитана за храбрость в бою (в решительную минуту штурма увлёк за собою дрогнувших под огнём солдат и первым вскарабкался на вал, прикрывавший мексиканскую батарею).

Собрав тридцать или сорок солдат из разных частей, он кричал им что-то воодушевляющее <…> горсть героев во главе со своим предводителем кинулась на правый фланг батареи.
В горячке боя сослуживцы сочли раненого Рида убитым и оставили его на поле сражения. Лишь много времени спустя он был доставлен в госпиталь. Страшные часы среди трупов и хозяйничавших мародёров (способных добить раненого) произвели неизгладимое впечатление на Рида. 5 мая 1848 года он подал в отставку и в июле вернулся в Нью-Йорк со своим полком.
В 1849 году Рид собирался присоединиться к добровольцам и принять участие в Баварской революции, но болезнь и отсутствие денег задержали его в Америке. Решающие события в Европе прошли без его участия и он отправился на родину, в Северную Ирландию, затем прибыл в Лондон (1850), где опубликовал свой первый роман «Вольные стрелки» (англ. The Rifle Rangers), посвящённый событиям Мексиканской войны. В 1852 году Рид близко сошёлся с венгерским революционером Лайошем Кошутом.
В 1854 году 36-летний Рид женился на пятнадцатилетней Элизабет Хайд — юной аристократке, дочери своего издателя Дж. Хайда (англ. G. W. Hyde) (англ. Elizabeth Hyde). После небольшого перерыва на медовый месяц Рид вернулся к литературному творчеству. Его произведения этого периода по-прежнему основаны на собственных приключениях в США. В 1865 году вышел прославивший писателя роман «Всадник без головы» (англ. The Headless Horseman).
В 1867 году Рид возвратился в Нью-Йорк, где основал журнал Onward Magazine. Писатель рассчитывал на былой успех, но в этот раз американская публика приняла его новые произведения прохладно. К 1870 году начало сказываться ранение, полученное в сражении при Чапультепеке во время Мексиканской войны. Рида госпитализируют, и он проводит в больнице Св. Луки (англ. St. Luke) несколько месяцев. Жена была не в восторге от США, и как только Рида выписали из больницы 22 октября 1870 года, чета перебралась в Англию и поселилась в Херефордшире.
В Англии Рид страдал от депрессии, был отправлен в больницу ещё раз. Он пытался вернуться к писательству, но не смог воплотить всё задуманное. Основой его бюджета была пенсия, назначенная американским правительством за его военные заслуги. В последние годы жизни писатель превратился в инвалида: он не мог передвигаться без костылей.
Майн Рид умер в Лондоне 22 октября 1883 года в возрасте 65 лет и был похоронен на кладбище Кенсал-Грин (англ. Kensal Green Cemetery).

## Некрография
В дореволюционной России, а затем в Советском Союзе, книги Майна Рида пользовались большой популярностью, тогда как на родине и в США в XX веке писатель был уже почти неизвестен широкой публике.
В конце XX века — начале XXI века интерес к писателю на Западе возродился; в интернете появились почти все тексты его книг на английском языке. Тогда же были переведены на русский язык некоторые произведения Майн Рида, до сих пор не переводившиеся («Жена-девочка», «Гвен Уинн: Роман долины реки Уай», «Беспомощная рука» и другие).

## Память

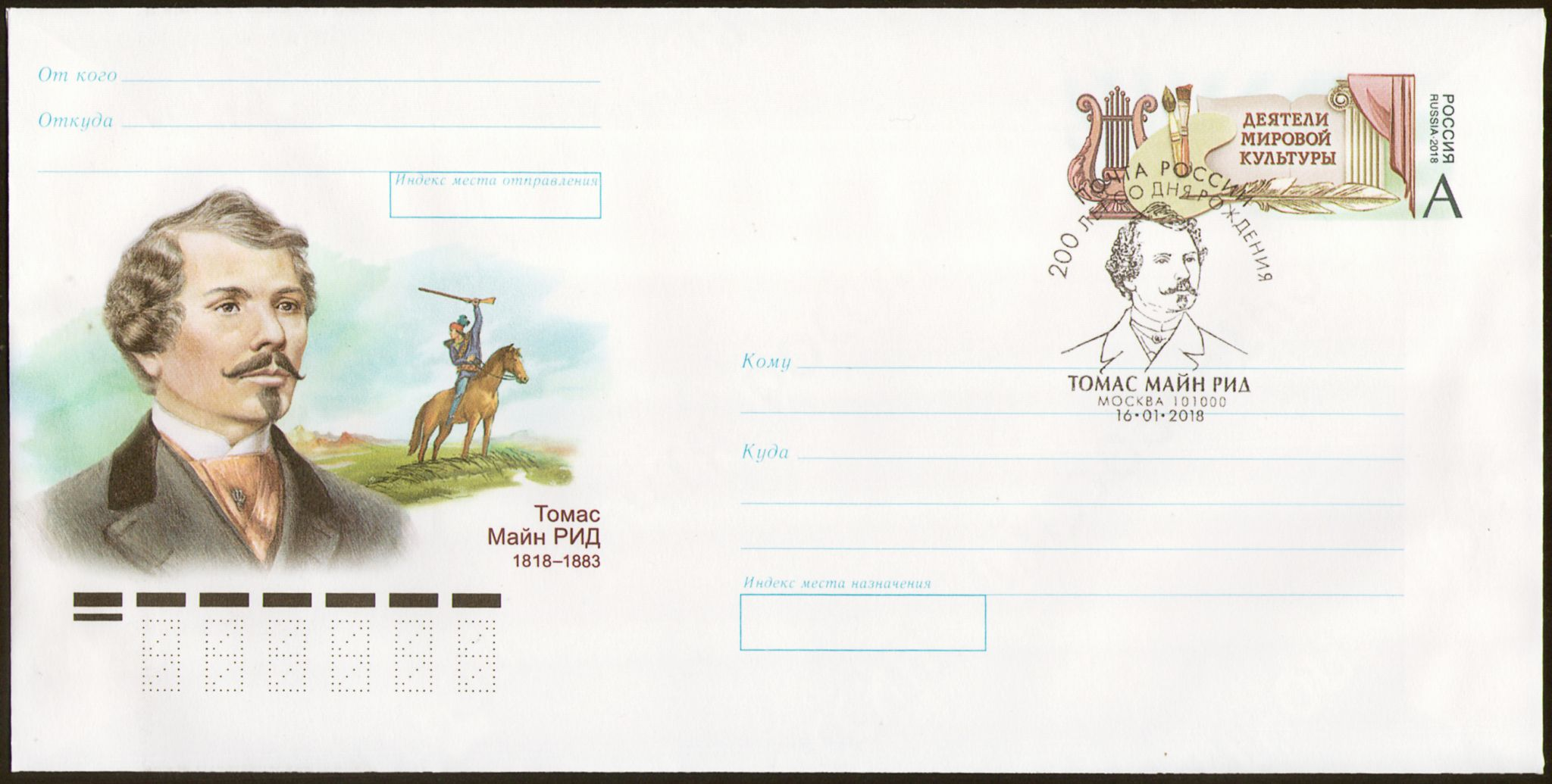
Почтовый конверт России

- В 2018 году в России к 200-летию со дня рождения выпущены почтовый художественный маркированный конверт и спецштемпель.

## Имя писателя
При крещении будущему писателю было дано имя Томас Майн, в честь прадеда. Впоследствии, чтобы не путать его с отцом, также носившим имя Томас Майн, первое имя употреблять перестали. По-английски полное имя писателя пишется «Thomas Mayne Reid» и по правилам современной транскрипции должно передаваться в русском языке как «Томас Мэйн Рид». Но в издании М. Вольфа писали «Майн Рид», что и стало традиционным в русском языке. Употребление несклоняемого имени «Майн» (например, «книги Майн Рида» вместо «книги Майна Рида») имеет давнюю историю.